# 莫拉維克悖論
莫拉維克悖論（英語：Moravec's paradox）是由人工智慧和機器人學者所發現的一個和常識相佐的現象。和傳統假設不同，人類所獨有的高階智慧能力只需要非常少的計算能力，例如推理，但是無意識的技能和直覺卻需要極大的運算能力。這個理念是由漢斯·莫拉維克、罗德尼·布鲁克斯、馬文·閔斯基等人於1980年代所闡釋。如莫拉維克所寫；「要讓電腦如成人般地下棋是相對容易的，但是要讓電腦有如一歲小孩般的感知和行動能力卻是相當困難甚至是不可能的。」
語言學家和認知科學家史迪芬·平克認為這是人工智慧學者的最重要發現，在「語言本能」這本書裡，他寫道：
經過35年人工智慧的研究，發現到最重要的課題是「困難的問題是易解的，簡單的問題是難解的」。四歲小孩具有的本能─辨識人臉、舉起鉛筆、在房間內走動、回答問題─事實上是工程領域內目前為止最難解的問題。當新一代的智慧裝置出現，股票分析師、石化工程師和假釋委員會都要小心他們的位置被取代，但是園丁、接待員和廚師至少十年內都不用擔心被人工智慧所取代。

## 對人工智慧發展所造成的影響
在早期人工智慧的研究裡，主要的研究學者預測在數十年內他們就可以造出思考機器（參見人工智慧的歷史）。他們的樂觀部分來自於一個事實，他們已經成功地使用邏輯來創造寫作程式，並且解決了代數和幾何的問題以及像人類棋士般下國際象棋。正因為邏輯和代數對於一般人是很困難的，所以被視為一種智慧象徵。他們認為，當幾乎解決了「困難」的問題時，「容易」的問題也會很快被解決，例如電腦視覺和常識推理。但事實證明他們錯了，一個原因是這些問題是其實是難解的，而且是令人難以置信的困難。事實上，他們已經解決的邏輯問題是無關緊要的，因為這些問題是非常容易用機器來解決的。
布魯克斯解釋說，根據早期人工智慧研究，智慧最重要的特徵是那些困難到連高學歷的人都會覺得有挑戰性的任務，例如國際象棋，抽象符號的統合，數學定理證明和解決複雜的代數問題。至於四五歲的小孩就可以解決的事情，例如用眼睛區分咖啡杯和一張椅子，或者用腿自由行走，又或是發現一條可以從臥室走到客廳的路徑，這些都被認為是不需要智慧的。
因此，布魯克斯將在人工智慧和機器人技術的研究上追求一個新方向。他決定建造一種沒有辨識能力而只有感知和行動能力的機器。也就是將建立一個跳脫傳統定義的人工智慧。這個新方向，他稱之為新人工智慧（Nouvelle AI），並且影響到了後來的機器人技術和人工智慧的研究。

## 引用
- Brooks, Rodney, , MIT Artificial Intelligence Laboratory, 1986
- Brooks, Rodney, , Pantheon Books, 2002
- Campbell, Jeremy, , Simon and Schuster: 30–31, 1989
- Minsky, Marvin, , Simon and Schuster: 29, 1986
- Moravec, Hans, , Harvard University Press, 1988
- Template:McCorduck 2004, p. 456.
- Nilsson, Nils, , Morgan Kaufmann Publishers, 1998, ISBN 978-1-55860-467-4, pg. 7
- Pinker, Steven, , Harper Perennial Modern Classics, September 4, 2007 [1994], ISBN 0061336467